# Kazunori Yamauchi
Kazunori Yamauchi (山内 一典 Yamauchi Kazunori?, nacido el 5 de agosto de 1967) es un diseñador de videojuegos y piloto de carreras profesional, director ejecutivo de Polyphony Digital y productor de Gran Turismo, la famosa serie de videojuegos de carreras.
Fue elegido presidente de la compañía Polyphony Digital después de haber diseñado su primer videojuego: Motor Toon Grand Prix, un juego de carreras caricaturizado, similar a Mario Kart. Motor Toon Grand Prix tuvo una secuela, Motor Toon Grand Prix 2, el único de los dos juegos que se comercializó fuera de Japón.
Con el éxito de Gran Turismo, Yamauchi  ha cumplido su sueño de crear videojuegos de carreras de alto realismo y detalle. Yamauchi ha expresado su interés en crear juegos fuera del género de las carreras; en 1999 Polyphony Digital publicó Omega Boost, un juego de disparos ambientado en el espacio, siendo la única incursión de Yamauchi fuera del género de carreras de automóviles.
Gracias al éxito de Gran Turismo, Yamauchi se ha convertido en una figura importante en el mundo de la industria automovilística. 
Miembro del jurado del "Coche del Año" en Japón por lo menos en 2013, ha sido uno de los miembros que ha votado al Volkswagen Golf 7 como coche del año 2013, provocando que por primera vez que un coche no japonés se haya hecho con este galardón en el país nipón, coche que tendrá en su garaje en los próximos meses como declaró en la presentación de Gran Turismo 6 en Ronda, España.
Polyphony Digital trabajó con Nissan en el diseño de una pantalla multifunción (la cual le proporciona mucha información sobre el vehículo al conductor, como la fuerza G generada, la distribución de torque y número de vueltas), presente en el R35 GT-R. Tanto el vehículo como el aparato pueden apreciarse en Gran Turismo 5.[cita requerida] Gracias a esta contribución, la compañía Nissan le regaló un Nissan GT-R. [cita requerida]
En un vídeo incluido en Gran Turismo 5 Prologue, Yamauchi comentó que su diseño favorito de coche es el del Ford GT, y es dueño de dos Ford GT en la vida real.